# Municipio de Sochiapa
El municipio de Sochiapa se encuentra en el estado de Veracruz, es uno de los 212 municipios de la entidad y tiene su ubicación en la zona centro del Estado, está conformado en la región de las Montañas, con una categoría semiurbano. Sus coordenadas son 19°12’ latitud norte, longitud oeste de 96°56’ y cuenta con una altura de 1,320 m s. n. m.. Su cabecera es la localidad de Sochiapa.
El municipio tiene una población de 3925 habitantes, conformado por once localidades.
El municipio de Sochiapa tiene un clima templado-húmedo, con lluvias abundantes en la época de verano y principios de otoño, así como lloviznas en invierno. Sochiapa tiene una temperatura anual de 18 °C. En este municipio, se celebran las fiestas religiosas el 12 de diciembre, la fiesta tradicional de la Virgen de Guadalupe, en la congregación que lleva el mismo nombre.

## Límites
- Norte: Totutla.
- Sur: Huatusco.
- Este: Comapa y Totutla.
- Oeste: Huatusco y Totutla.